# WrestleMania XL
WrestleMania XL (nota anche come WrestleMania 40) è stata la quarantesima edizione dell'omonimo premium live event prodotto dalla WWE. L'evento si è svolto in due serate, il 6 e 7 aprile 2024 presso il Lincoln Financial Field di Filadelfia in Pennsylvania ed è stato trasmesso su Peacock negli Stati Uniti e sul WWE Network nel resto del mondo.
È stata la seconda WrestleMania tenutasi nella città di Filadelfia e nello stato della Pennsylvania dopo WrestleMania XV del 1999. Inoltre, è stata la prima edizione dopo la vendita della società a Endeavor finalizzata nel settembre 2023, con la WWE e la Ultimate Fighting Championship che si sono fuse dando vita a TKO Group Holdings.
L'evento è stato annunciato il 27 luglio 2022, mentre il logo è stato svelato il successivo 8 ottobre durante il Kickoff di Extreme Rules. Il tema principale è la Liberty Bell, situata nella città ospitante, ed i colori della squadra locali di football americano: i Philadelphia Eagles.
I biglietti per l'evento sono stati messi in vendita a partire dal 18 agosto 2023. Già durante il primo giorno sono stati venduti oltre 90.000 biglietti per entrambe le serate, battendo il record stabilito nell'edizione precedente.

## Storyline

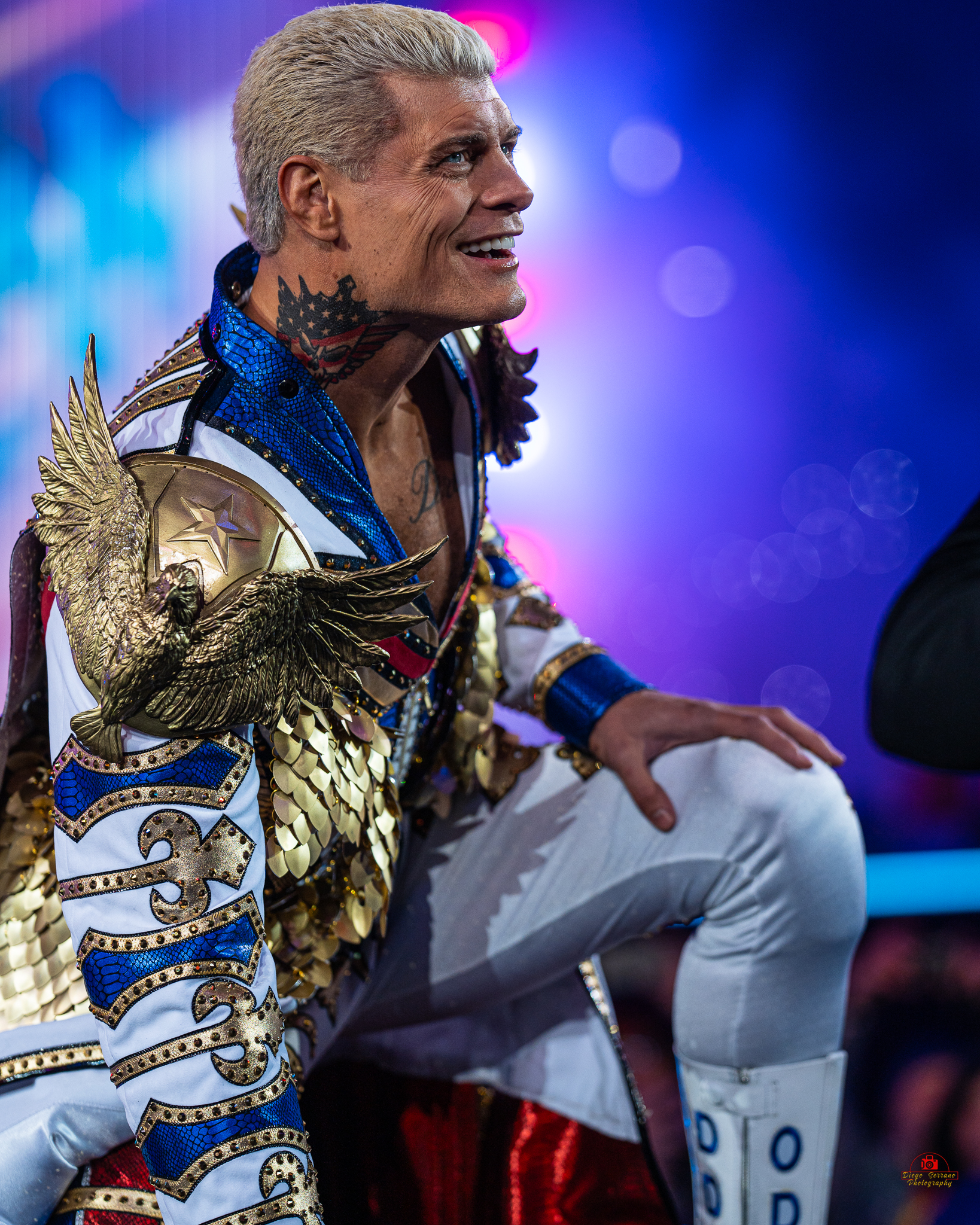
Cody Rhodes, affrontò Roman Reigns per l'Undisputed WWE Universal Championship.

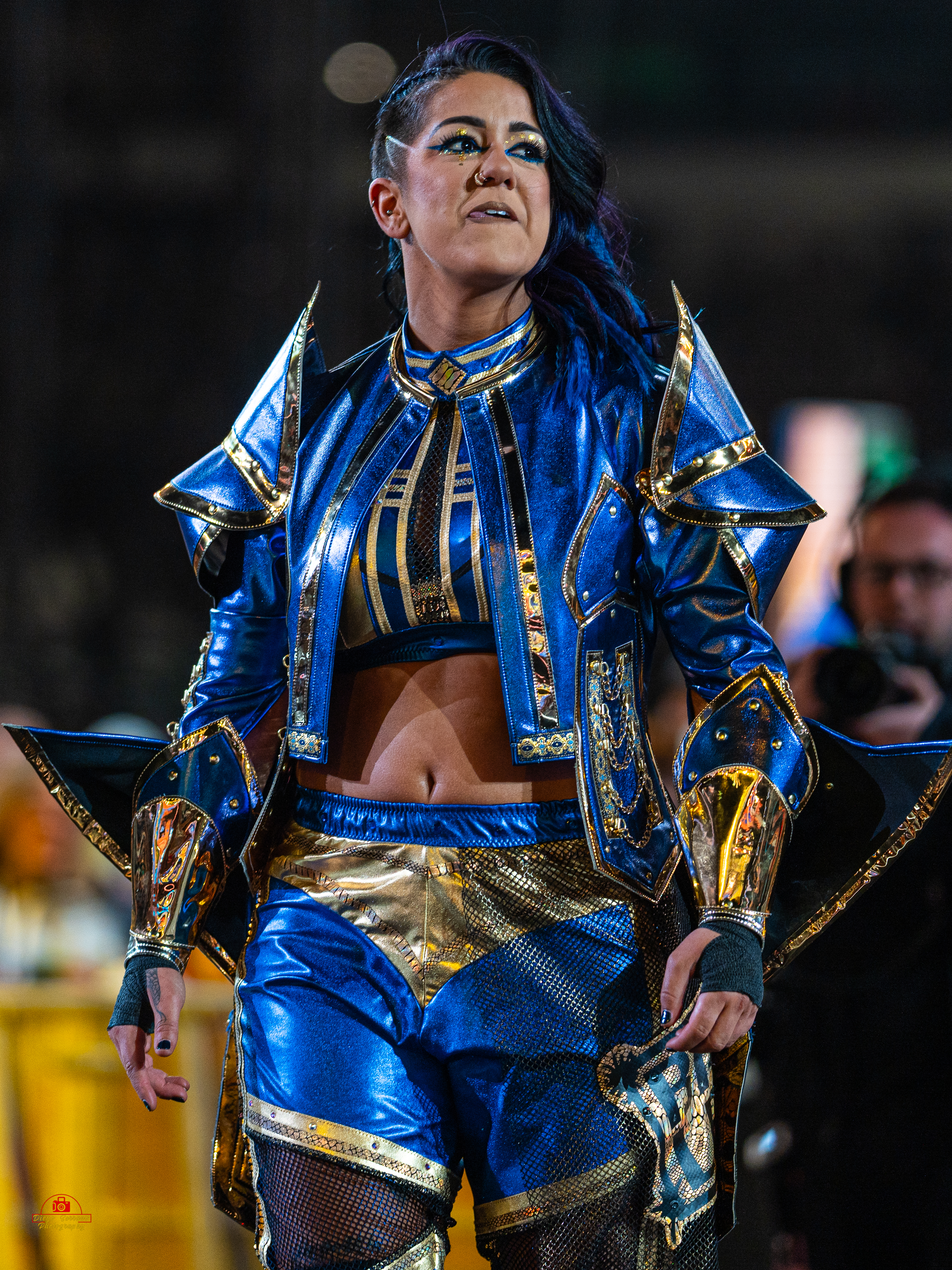
Bayley, affrontò Iyo Sky per il WWE Women's Championship.

La faida principale di WrestleMania XL è quella che vede coinvolti Cody Rhodes ed il World Heavyweight Champion Seth Rollins affrontare nel Main Event della prima notte The Rock e l'Undisputed WWE Universal Champion Roman Reigns. Dopo la vittoria della royal rumble nel 2023, Rhodes sfidò Reigns a WrestleMania 39, fallendo. Ad un anno di distanza, l'American Nightmare vinse nuovamente la rissa reale, indicando già dalla conferenza post-evento la sua volontà di sfidare nuovamente Reigns. Nella puntata di Raw del 29 gennaio, Rollins sostenne che Rhodes avrebbe dovuto sfidare lui a WrestleMania, con in palio il suo World Heavyweight Championship. La stessa settimana, a SmackDown, Rhodes annunciò di voler sfidare Reigns, ma non a WrestleMania, su consiglio di alcuni suoi amici e colleghi, tra i quali The Rock che si presentò sul ring andando faccia a faccia con il campione e cugino.
The Rock aveva già fatto il suo ritorno durante la puntata speciale Raw: Day 1 del 1º gennaio, quando espresse il suo desiderio di sfidare Reigns per determinare chi fosse tra i due il capo della Famiglia Anoa'i. Dopo un confronto tra i due nella puntata del 2 febbraio, sei giorni dopo si è tenuto, a Las Vegas, il WrestleMania XL Kickoff, un evento dove i due ufficializzarono la loro sfida. Tuttavia, si presentò Cody Rhodes che dichiarò di voler cambiare la sua decisione andando ora a sfidare Roman Reigns a Wrestlemania. Successivamente, Rock affermò che d'ora in avanti ci sarebbero stati dei problemi tra lui e Rhodes, schiaffeggiandolo e schierandosi così dalla parte del cugino, con Rollins che intervenne in soccorso di Rhodes. Nella puntata seguente di SmackDown del 9 febbraio, Triple H ufficializzò il main event della seconda notte tra Cody Rhodes e Roman Reigns, con in palio il titolo, soprattutto dopo una rivolta dei fan sul web, tramite l'hasthag #WeWantCody a chiedere a gran voce un match tra i due. A SmackDown, The Rock fece un turn heel ed annunciò il suo passaggio nelle file della Bloodline, assicurando a Rhodes che avrebbe fatto tutto il possibile perché non finisse la sua storia.
Il 24 febbraio ad Elimination Chamber: Perth, durante il Grayson Waller Effect, Rhodes lanciò una sfida a The Rock, con Rollins al suo angolo durante il match. Nella puntata successiva di SmackDown, The Rock ha proposto un tag team match come main event della prima notte tra lui e Reigns contro Rhodes e Rollins e se quest'ultimi due avessero vinto, nel match per il titolo nella seconda notte la Bloodline sarebbe stata bandita da bordo ring, in caso contrario si sarebbe dovuto disputare un Bloodline rules match. La settimana successiva, i due accettarono l'offerta, ufficializzando l'incontro.
Per il roster di Raw, i due match principali in programma per WrestleMania sono i match validi per il World Heavyweight Championship detenuto da Seth Rollins, ed il Women's World Championship di Rhea Ripley. In programma per Rollins ci sarebbe dovuto essere una sfida contro CM Punk che si infortunò nel corso della Royal Rumble a causa di una Future Shock DDT di Drew McIntyre. Proprio quest'ultimo, che si era già precedentemente scontrato con Rollins in varie occasioni, vinse il 24 febbraio l'elimination chamber aggiudicandosi di diritto il posto come sfidante di Rollins, con in palio il titolo a WrestleMania. Nella puntata di Raw del 25 marzo, fu annunciato che CM Punk sarebbe stato comunque presente a WrestleMania durante il loro match, nella veste di commentatore speciale. Per quanto riguarda il Women's World Championship, Becky Lynch andò faccia a faccia con la campionessa Rhea Ripley già durante il kickoff, e vinse successivamente l'elimination chamber match, staccando il pass per la sfida titolata contro Rhea Ripley.
Dopo la vittoria della royal rumble, Bayley assicurò all'amica nelle Damage CTRL e WWE Women's Champion Iyo Sky che non l'avrebbe scelta come sua sfidante per la sfida titolata in programma a WrestleMania. Tuttavia, nella puntata di SmackDown del 2 febbraio, Bayley dichiarò di aver sempre capito il giapponese e, di conseguenza, aver sempre saputo delle prese in giro fatte della campionessa e di Asuka e Kairi Sane, con queste due che la attaccarono alle spalle insieme alla campionessa, ufficializzando la loro sfida per WrestleMania. Successivamente, fece il suo ritorno dopo l'infortunio Dakota Kai, anch'essa membro delle Damage CTRL, che inizialmente si schierò insieme a Bayley, salvo poi tradirla nella puntata del 1º marzo durante un tag team match contro le campionesse di coppia. Contemporaneamente a questa sfida, se ne sviluppò un'altra che vide come protagoniste le campionesse di coppia Asuka e Kairi Sane contro la coppia formata da Bianca Belair e Naomi, da poco tornata nella compagnia, che si schierarono a fianco della sfidante durante gli show settimanali. Durante il match del 29 marzo a SmackDown, dopo la vittoria ai danni di Dakota Kai, Bianca Belair venne attaccata dalle Damage CTRL, insieme a Naomi. Le due buone vennero, però, aiutate da Jade Cargill, che si schierò insieme alla Belair e a Naomi, attaccando le campionesse e Dakota Kai. Più tardi nella puntata è stato poi annunciato un six-woman tag team match durante la prima serata dell'evento.
Nella puntata di Raw dell'11 marzo, i general manager Nick Aldis ed Adam Pearce annunciarono che l'Undisputed WWE Tag Team Championship, detenuto dal Judgment Day con Damian Priest e Finn Bálor, sarebbe stato difeso a WrestleMania in un Six-pack tag team ladder match. Per quanto riguarda le coppie del show rosso, i turni di qualificazione si disputarono la settimana successiva durante la puntata del 18 marzo ed che hanno visto qualificarsi The Miz e R-Truth, i #DIY ed il New Day. Per SmackDown si svolsero due turni di qualificazione che videro staccare il pass per WrestleMania: i New Catch Republic formati da Pete Dunne e Tyler Bate, e la coppia composta da Austin Theory e Grayson Waller. Il 1º aprile, fu poi annunciato che durante il match sarebbero stati difesi sia il WWE Raw Tag Team Championship sia il WWE SmackDown Tag Team Championship e che l'incontro non sarebbe terminato prima che entrambe le cinture sarebbe state vinte.
Nella puntata di Raw del 4 marzo, Adam Pearce annunciò per la settimana successiva un gauntlet match per determinare il posto di primo sfidante al WWE Intercontinental Championship, detenuto da oltre un anno da Gunther. Il match vide come primi due partecipanti JD McDonagh e Ricochet, con quest'ultimo che ebbe la meglio sull'irlandese prima di essere eliminato da Bronson Reed. L'australiano venne poi eliminato da Sami Zayn che, successivamente, riuscì anche a sconfiggere Shinsuke Nakamura e Chad Gable, assicurandosi così l'opportunità titolata a WrestleMania per il titolo intercontinentale.

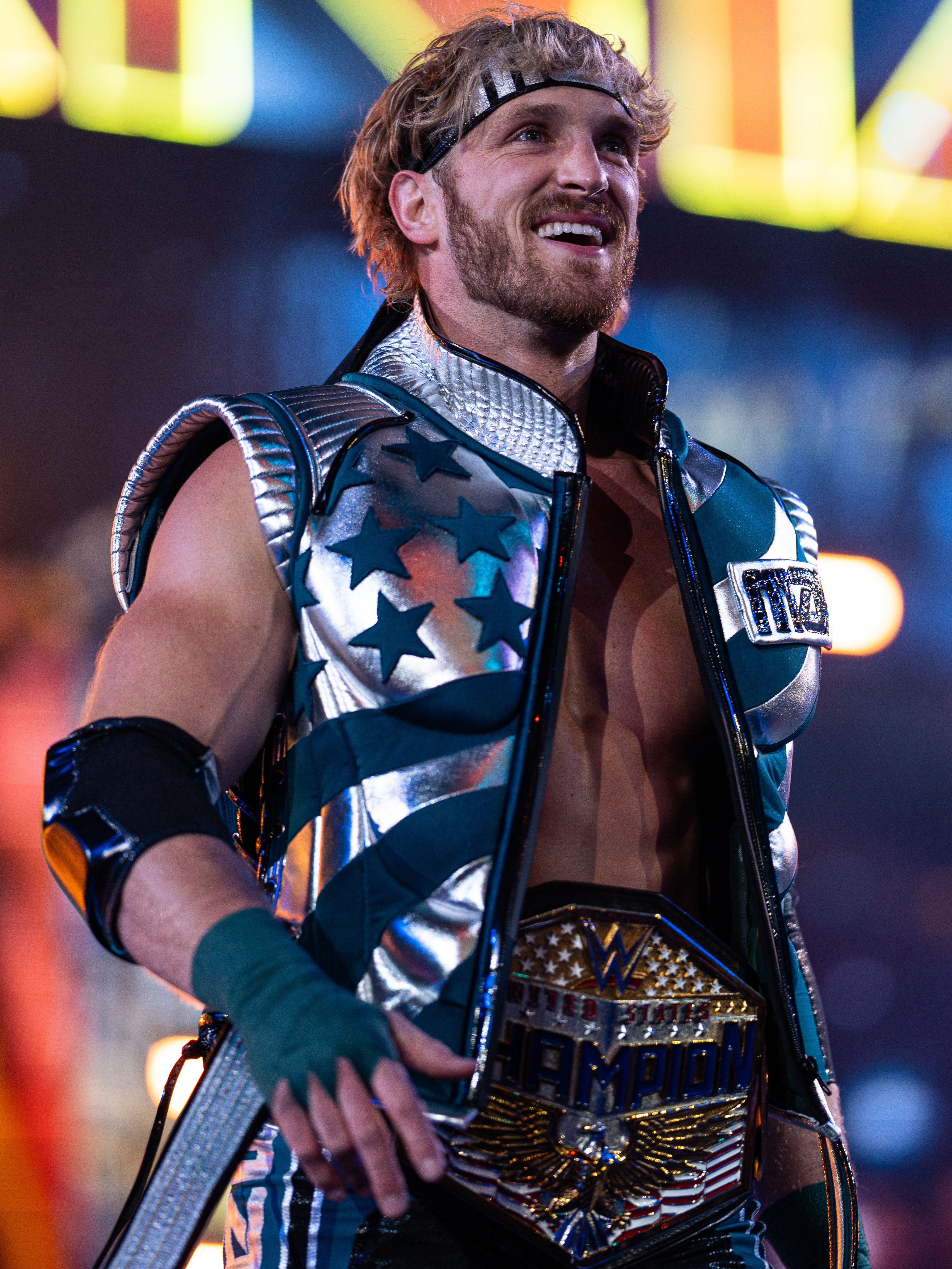
Logan Paul difese il WWE United States Championship contro Kevin Owens e Randy Orton.

Alla Royal Rumble, Logan Paul difese il suo WWE United States Championship contro Kevin Owens, dopo che quest'ultimo si fece squalificare a causa dell'utilizzo di un tirapugni ai danni del campione, dopo averglielo sottratto dalle sue mani. Il mese successivo ad Elimination Chamber, I due si ritrovarono insieme nella gabbia e vennero entrambi eliminati da Randy Orton. Il campione si vendicò dell'eliminazione andando a segno con il suo tirapugni nei confronti di Orton, facendolo eliminare a sua volta. Nella puntata di SmackDown dell'8 marzo, Logan Paul tenne un promo insieme all'amico e socio in affari KSI dove annunciarono che la loro bevanda energetica, PRIME, sarebbe comparsa al centro del ring durante tutti i premium live event, da quel momento in avanti. Orton lo interruppe cercando di sferrargli un RKO da dietro, ma riuscì a scappare lasciando da solo KSI sul ring che venne attaccato al posto suo. Più avanti nella serata, Owens e Orton sconfissero la coppia formata da Theory e Waller, amici di Paul, con il campione che dopo il match attaccò i due sfidanti venendo però respinto. La settimana successiva, Nick Aldis ufficializzò per WrestleMania un Triple threat match valido per il titolo.
La scorsa estate a SummerSlam, Jey Uso affrontò Roman Reigns in un match valido per il titolo, ma Jimmy Uso tradì il fratello consentendo una facile vittoria a Reigns. Nella puntata successiva di SmackDown, Jimmy spiegò il perché delle suo azioni venendo però interrotto dal fratello che, dopo averlo messo fuori gioco, ha annunciato di lasciare la WWE. Jey fece poi il suo ritorno a Payback durante il segmento del Grayson Waller Effect. Dopo alcuni mesi con poche interazioni, i due fratelli si ritrovarono a Royal Rumble partecipando alla rissa reale come i primi due partecipanti e riaccendendo la loro rivalità. Nella puntata di Raw del 19 febbraio, Jimmy costò poi al fratello il match contro Gunther valido per il titolo, distraendolo e attaccandolo dopo la fine del match. Jimmy costò al fratello anche il match contro Drew McIntyre, provando anche in questo caso ad attaccarlo dopo la fine dell'incontro ma venne fermato da Seth Rollins, accorso per aiutare Jey. Nella puntata di Raw dell'11 marzo, Jey Uso lanciò la sfida verso il fratello Jimmy per un match a WrestleMania. Nella successiva puntata di SmackDown, Jimmy accettò la sfida.
Nella puntata di SmackDown del 15 dicembre, AJ Styles fece il suo ritorno dopo mesi di lontananza dal ring, aiutano Randy Orton e LA Knight dagli attacchi della Bloodline, salvo poi colpire quest'ultimo. Styles spiegò il motivo delle sue azioni, dicendo di averlo fatto dopo poiché Knight prese il suo posto nel tag team match di Fastlane, ad ottobre, facendo coppia con John Cena. Successivamente, LA Knight si qualificò per l'Elimination Chamber maschile dove, però, Styles si intrufolò a seguito di una porta lasciata aperta dopo un'eliminazione, andando a colpire con una sedia il rivale, causandone l'eliminazione. Nella puntata di SmackDown del 15 marzo, il match tra i due è stato ufficializzato.

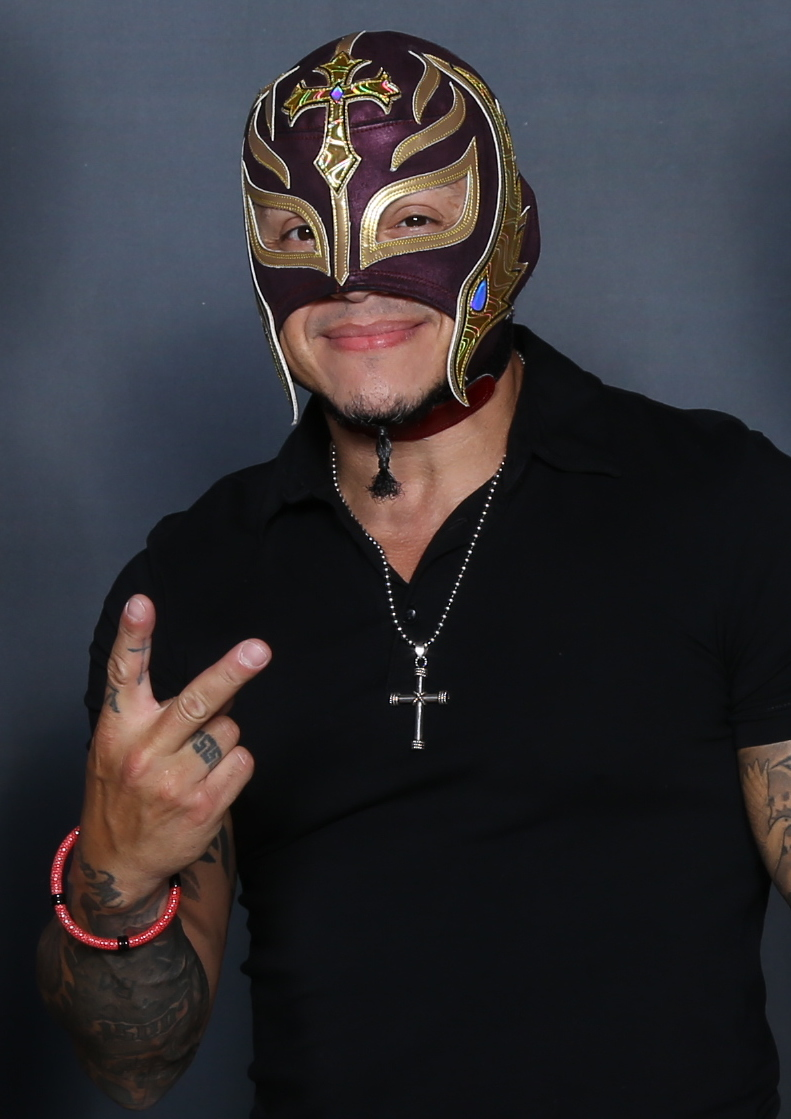
Rey Mysterio alla sua decima apparizione a WrestleMania.

A Crown Jewel, Rey Mysterio perse lo United States Championship contro Logan Paul, grazie anche all'aiuto di Santos Escobar che laciò a bordo ring un tirapugni, involontariamente. Nella puntata successiva di SmackDown, Carlito accusò Escobar di avere lasciato volontariamente il tirapugni, con quest'ultimo che abbandonò il ring negando il tutto. Più tardi nella serata, invece, Escobar attaccò a tradimento i suoi due ex compagni nel Latino World Order, effettuando così un turn heel. A causa di un'assenza di Rey Mysterio durata qualche mese, prese il suo posto nella faida Dragon Lee che affrontò Escobar a Survivor Series WarGames. Dal canto suo, Escobar trovò due nuovi compagni di squadra che si allerono con lui nella puntata di SmackDown del 22 dicembre, durante il match che lo vide contrapposto a Bobby Lashley, venendo aiutato da Angel e Berto. Rey Mysterio fece il suo ritorno nella puntata del 1º marzo quando salvò Carlito, Cruz Del Toro e Joaquin Wilde dagli attacchi di Escobar e dei suoi due alleati, permettendo all'amico di vincere lo street fight in corso. Nella puntata del 22 marzo, Escobar riuscì a sconfiggere Rey grazie all'aiuto provvidenziale di Dominik Mysterio. La settimana successiva, Rey lanciò la sfida al figlio e ad Escobar per un tag team match a WrestleMania, annunciando come suo compagno di squadra e nuovo membro della LWO: Dragon Lee. Proprio quest'ultimo, però, venne attaccato la settimana successiva nel backstage mettendolo fuori gioco. Più avanti nella serata, al termine del match tra Elektra Lopez e Zelina Vega, Andrade, da poco tornato in WWE, attaccò Dominik ed Escobar alleandosi con Rey e prendendo il posto dell'infortunato Lee nel match di WrestleMania.
Nella puntata di SmackDown: New Year's Revolution del 5 gennaio, durante un promo il Pride, composto da Bobby Lashley e gli Street Profits, venne interrotto da Karrion Kross e gli Authors of Pain, accompagnati da Scarlett e Paul Ellering, attaccandogli sul ring e formando così il Final Testament. Nella puntata del 29 marzo, Karrion Kross inoltre costò agli Street Profits il loro match di qualificazione per WrestleMania, attaccando Lahley nel backstage e distraendoli. Il 1º aprile, il general manager Nick Aldis ha ufficializzato l'incontro tra le due stable a WrestleMania, in un Philadelphia Street Fight Match.

## Risultati

### Prima serata
| # | Match | Stipulazioni                                                                                                 | Durata |
| - | --- | --- | ------ |
| 1 | Rhea Ripley (c) ha sconfitto Becky Lynch | Single match per il Women's World Championship                                                               | 17:05  |
| 2 | Austin Theory e Grayson Waller e The Miz e R-Truth hanno sconfitto il Judgment Day (c) (Finn Bálor e Damian Priest), i #DIY, i New Catch Republic e il New Day (vincendo rispettivamente lo SmackDown e il Raw Tag Team Championship) | Six-pack tag team ladder match per il WWE Raw Tag Team Championship e il WWE SmackDown Tag Team Championship | 17:25  |
| 3 | Andrade e Rey Mysterio hanno sconfitto Dominik Mysterio e Santos Escobar | Tag team match                                                                                               | 11:05  |
| 4 | Jey Uso ha sconfitto Jimmy Uso | Single match                                                                                                 | 11:05  |
| 5 | Bianca Belair, Jade Cargill e Naomi hanno sconfitto Dakota Kai e le Kabuki Warriors | Six-woman tag team match                                                                                     | 8:05   |
| 6 | Sami Zayn ha sconfitto Gunther (c) | Single match per il WWE Intercontinental Championship                                                        | 15:30  |
| 7 | The Rock e Roman Reigns (con Paul Heyman) hanno sconfitto Cody Rhodes e Seth Rollins | Tag team match                                                                                               | 44:35  |

### Seconda serata
| # | Match | Stipulazioni                                                                                       | Durata |
| - | --- | -------------------------------------------------------------------------------------------------- | ------ |
| 1 | Drew McIntyre ha sconfitto Seth Rollins (c)                                                                                       | Single match per il World Heavyweight Championship                                                 | 10:30  |
| 2 | Damian Priest ha sconfitto Drew McIntyre (c)                                                                                      | Single match per il World Heavyweight Championship Damian Priest ha incassato il Money in the Bank | 0:09   |
| 3 | Bobby Lashley e gli Street Profits (con B-Fab) hanno sconfitto Karrion Kross e gli Authors of Pain (con Scarlett e Paul Ellering) | Philadelphia street fight con Bubba Ray Dudley come arbitro speciale                               | 8:35   |
| 4 | LA Knight ha sconfitto AJ Styles                                                                                                  | Single match                                                                                       | 12:25  |
| 5 | Logan Paul (c) ha sconfitto Kevin Owens e Randy Orton                                                                             | Triple threat match per il WWE United States Championship                                          | 17:40  |
| 6 | Bayley ha sconfitto Iyo Sky (c)                                                                                                   | Single match per il WWE Women's Championship                                                       | 14:20  |
| 7 | Cody Rhodes ha sconfitto Roman Reigns (c) (con Paul Heyman)                                                                       | Bloodline rules match per il WWE Championship e il WWE Universal Championship                      | 33:25  |